# Michael Cashman
Michael Maurice Cashman, Nam tước Cashman, CBE (sinh ngày 17 tháng 12 năm 1950) là một chính khách không liên kết và cựu diễn viên. Ông là nghị sĩ Nghị viện châu Âu cho khu vực bầu cử West Midlands từ năm 1999 cho đến khi ông từ chức năm 2014. Kể từ đó, ông được bổ nhiệm vào Viện Quý tộc. Vào ngày 23 tháng 9 năm 2014, Cashman được bổ nhiệm là đặc phái viên của Đảng Lao động về các vấn đề LGBT trên toàn thế giới. Ông từ chức khỏi Đảng Lao động vào ngày 22 tháng 5 năm 2019 và đề nghị hỗ trợ cho đảng Dân chủ Tự do.

## Đời tư
Cashman đã đăng ký một quan hệ đối tác dân sự với Paul Cottingham, đối tác của ông trong hơn hai mươi năm, vào ngày 11 tháng 3 năm 2006. Họ gặp nhau vào năm 1983 và đã ở bên nhau 31 năm cho đến khi Cottingham qua đời. Một diễn viên đồng thời là nhà hoạt động nhân đạo, Cottingham, người cũng làm việc cho Đảng Lao động với tư cách là người gây quỹ có giá trị cao và cho Anh ở châu Âu, đã trở thành nhà nghiên cứu của Cashman trong thời gian của Cashman tại Nghị viện châu Âu. Vào tháng 3 năm 2011, ông được chẩn đoán mắc một căn bệnh ung thư rất hiếm gặp, angiosarcoma và qua đời vào ngày 23 tháng 10 năm 2014 tại Bệnh viện Hoàng gia Marsden, London. Ông được hỏa táng trong một dịch vụ nhân văn tại Nghĩa trang Thành phố Luân Đôn vào ngày 7 tháng 11 năm 2014.